# Mercedes-Benz CLE
Mercedes-Benz CLE – samochód sportowy klasy wyższej produkowany pod niemiecką marką Mercedes-Benz od 2023 roku.

## Historia i opis modelu

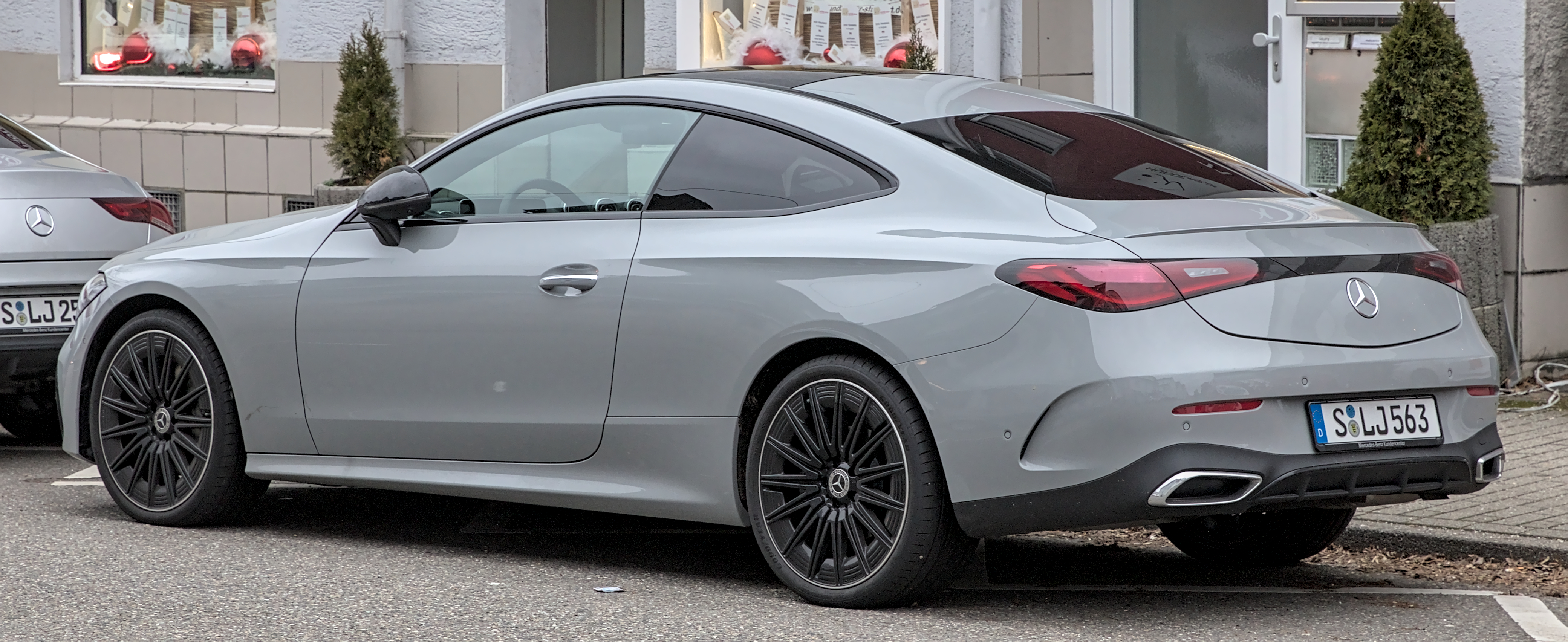
Mercedes-Benz CLE Coupé (C236) – tył

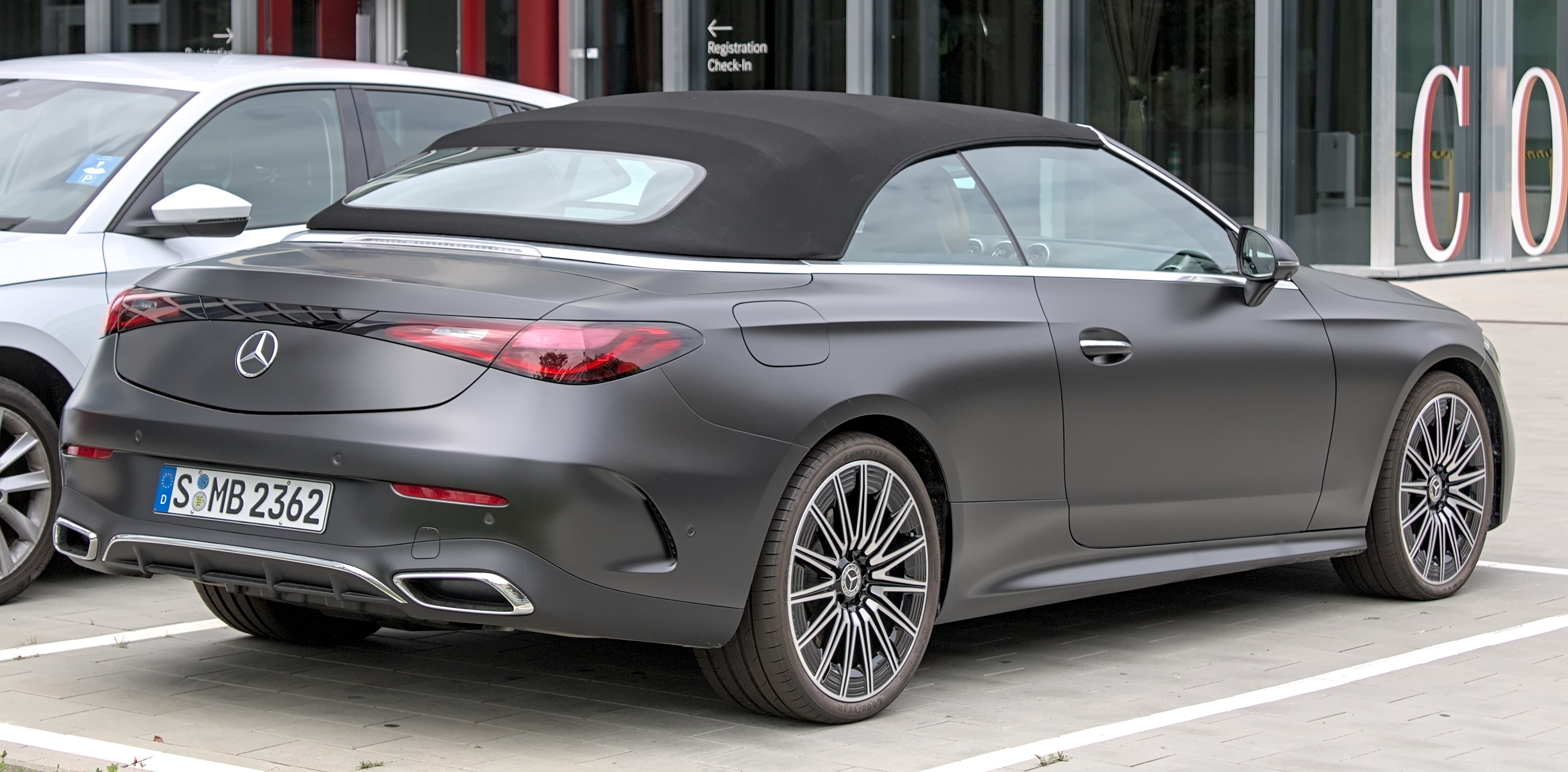
Mercedes-Benz CLE Cabriolet (A236)

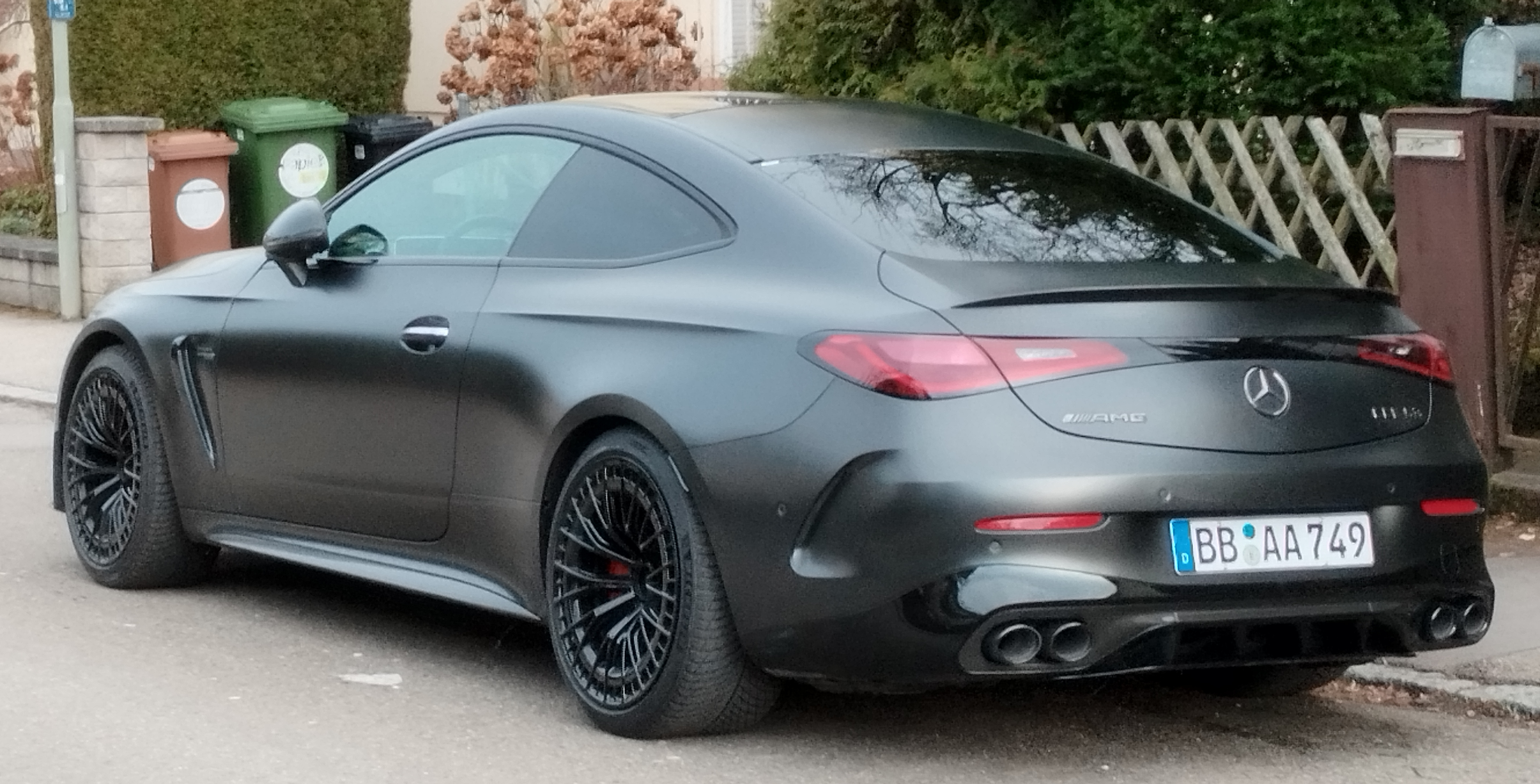
Mercedes-AMG CLE 53

CLE został zaprezentowany po raz pierwszy w lipcu 2023 roku. 
Samochód otrzymał kod fabryczny C236 dla wersji coupé oraz A236 dla wersji cabriolet. Zastąpił dwa modele. Odmianę coupé wprowadzono do sprzedaży pod koniec 2023 roku. Natomiast odmiana cabriolet zostanie wprowadzona wiosną 2024 roku. Jest oparty na modelach Mercedes-Benz klasy C i Mercedes-Benz klasy E.